# デイヴ・キットソン
デイヴィッド・バリー・"デイヴ"・キットソン（David Barry "Dave" Kitson, 1980年1月21日 - ）は、イングランド・ハートフォードシャー・ヒッチン出身の元サッカー選手、サッカー指導者。現役時代のポジションはフォワード。

## 経歴
2013-14シーズンを以てオックスフォード・ユナイテッドFCを退団し、2014年7月22日に現役を引退することを表明した。

## 所属クラブ
- ケンブリッジ・ユナイテッドFC 2001-2003
- レディングFC 2003-2008
- ストーク・シティFC 2008-2010

→  レディングFC 2009 (loan)
→  ミドルズブラFC 2009 (loan)
- ポーツマスFC 2010-2012
- シェフィールド・ユナイテッドFC 2012-2013
- オックスフォード・ユナイテッドFC 2013-2014
- アールジー・タウンFC 2014-2015

## 指導歴
- アールジー・タウンFC 2014-2015（選手兼任アシスタントコーチ）

## タイトル
レディング
- フットボールリーグ・チャンピオンシップ : 2005-06